# Nesophontes zamicrus
Nesophontes zamicrus је изумрла врста сисара из породице карипских ровчица (Nesophontidae) и реда Eulipotyphla. 

## Станиште
Врста Nesophontes zamicrus је имала станиште на копну.

## Угроженост
Ова врста је изумрла, што значи да нису познати живи примерци.